# Hypnum striatulum
Hypnum striatulum là một loài Rêu trong họ Hypnaceae. Loài này được Spruce mô tả khoa học đầu tiên năm 1847.